# Претендентская серия Дэйны Уайта. Сезон Бразилия
В 2018 году дебютировала бразильская версия претендентской серии — «Contender Series Brasil». В отличие от американской версии она не показывалась в прямом эфире, а была записана в течение двух дней — 10 и 11 августа 2018 года. Пятнадцать боёв серии затем транслировались в трех эпизодах на каналах Combate, Globo и SporTV начиная с 24 августа 2018.

### Бразилия 1 — 10 августа 2018
| Бой п/п | Весовая категория    | Участники и результат боя | Участники и результат боя | Участники и результат боя | Участники и результат боя | Участники и результат боя | Способ победы                              | Раунд | Время | Прим. |
| Бой 5   | Наилегчайший вес     | Рожериу Бонторин          | 13-1                      | поб.                      | Густаву Габриэл           | 13-0                      | Сдача, удушающий приём (удушение сзади)    | 2     | 4:37  |       |
| Бой 4   | Жен. легчайший вес   | Майра Буэну Силва         | 4-0                       | поб.                      | Майана Соуза              | 7-0                       | Сдача, удушающий приём (удушение ниндзя)   | 1     | 1:02  |       |
| Бой 3   | Средний вес          | Антониу Арройо            | 7-2                       | поб.                      | Диегу Энрике              | 8-3                       | Единогласное решение (30-26, 30-26, 30-26) | 3     | 5:00  |       |
| Бой 2   | Жен. минимальный вес | Сара Фрота                | 8-0                       | поб.                      | Майара Аманажас           | 7-2                       | Нокаут (удары руками)                      | 1     | 3:26  |       |
| Бой 1   | Тяжёлый вес          | Аугусту Сакаи             | 10-1                      | поб.                      | Маркус Конраду            | 5-0                       | Технический нокаут (удары руками)          | 2     | 3:09  |       |

Изменения карда:
При подготовке турнира планировались, но были отменены следующие бои:
- бой в среднем весе Леонарду Силва ( 12-2 MMA) vs. Веллингтон Турман ( 13-2 MMA), Турман снялся из-за визовых вопросов, бой отменён;[2]
- бой в тяжёлом весе Энрике Силва ( 5-1 MMA) vs. Родригу Насименту ( 6-0 MMA), оба бойца снялись из-за визовых проблем, бой отменён;[3]

Контрактные награды:
Следующие бойцы получили контракты с UFC:
- Рожериу Бонторин, Майра Буэну Силва, Сара Фрота и Аугусту Сакаи

### Бразилия 2 — 11 августа 2018
| Бой п/п | Весовая категория     | Участники и результат боя | Участники и результат боя | Участники и результат боя | Участники и результат боя | Участники и результат боя | Способ победы                                 | Раунд | Время | Прим. |
| Бой 5   | Жен. наилегчайший вес | Тайла Сантус              | 14-0                      | поб.                      | Эстефани Алмейда          | 7-1                       | Единогласное решение (30-27, 30-27, 30-27)    | 3     | 5:00  |       |
| Бой 4   | Полутяжёлый вес       | Джонни Уокер              | 13-3                      | поб.                      | Энрике да Силва           | 14-4                      | Единогласное решение (30-27, 30-27, 30-26)    | 3     | 5:00  |       |
| Бой 3   | Средний вес           | Андре Мунис               | 16-4                      | поб.                      | Бруну Ассис               | 8-2                       | Единогласное решение (30-27, 30-27, 30-26)    | 3     | 5:00  |       |
| Бой 2   | Жен. минимальный вес  | Марина Родригес           | 9-0                       | поб.                      | Мария Оливейра            | 10-3                      | Технический нокаут (отказ от продолжения боя) | 1     | 3:03  |       |
| Бой 1   | Средний вес           | Марсиу Алешандри          | 15-4                      | поб.                      | Леонарду Гимарайнш        | 12-2                      | Сдача, удушающий приём (гильотина)            | 1     | 1:52  |       |

Изменения карда:
При подготовке турнира планировались, но были отменены следующие бои:
- бой в среднем весе Андре Мунис vs. Даниэл Перейра ( 7-2 MMA), Перейра снялся из-за визовых вопросов;[5]

Контрактные награды:
Следующие бойцы получили контракты с UFC:
- Тайла Сантус, Джонни Уокер и Марина Родригес

### Бразилия 3 — 11 августа 2018
| Бой п/п | Весовая категория  | Участники и результат боя | Участники и результат боя | Участники и результат боя | Участники и результат боя | Участники и результат боя | Способ победы                                        | Раунд | Время | Прим. |
| Бой 5   | Наилегчайший вес   | Раулиан Паива             | 19-1                      | поб.                      | Аллан Насименту           | 17-4                      | Раздельное решение (29-28, 28-29, 29-28)             | 3     | 5:00  |       |
| Бой 4   | Полутяжёлый вес    | Винисиус Морейра          | 8-1                       | поб.                      | Джон Аллан                | 12-4                      | Сдача, удушающий приём (треугольник ногами)          | 2     | 3:40  |       |
| Бой 3   | Жен. легчайший вес | Луана Каролина            | 4-1                       | поб.                      | Мабелли Лима              | 7-0                       | Единогласное решение (30-27, 29-28, 30-27)           | 3     | 5:00  |       |
| Бой 2   | Жен. легчайший вес | Жизель Морейра            | 7-3                       | поб.                      | Дайана Силва              | 7-3                       | Раздельное решение (28-29, 29-28, 29-28)             | 3     | 5:00  |       |
| Бой 1   | Промежуточный вес  | Тиагу Мойзес              | 10-2                      | поб.                      | Глидсон Кутис             | 7-3                       | Технический нокаут (удар ногой в голову и добивание) | 1     | 4:21  | [*1]  |

[*1] Изначально бой в лёгком весе. Бой переведён в промежуточный вес (160,5 фунтов) из-за того, что Кутис провалил взвешивание.
Изменения карда:
При подготовке турнира планировались, но были отменены следующие бои:
- бой в женском легчайшем весе Луана Каролина vs. Дуда Сантана ( 3-0 MMA), Сантана снялась из-за визовых вопросов;[7]

Контрактные награды:
Следующие бойцы получили контракты с UFC:
- Раулиан Паива, Винисиус Морейра, Луана Каролина и Тиагу Мойзес